# Desiree Singh
Desiree Singh (Alemania, 17 de agosto de 1994) es una atleta alemana especializada en la prueba de salto con pértiga, en la que consiguió ser campeona mundial juvenil en 2011.

## Carrera deportiva
En el Campeonato Mundial Juvenil de Atletismo de 2011 ganó la medalla de oro en el salto con pértiga, con un salto por encima de 4.25 metros que fue récord mundial juvenil, superando a la australiana Liz Parnov (plata con 4.20 metros) y a la británica Lucy Bryan.